# Isquemia cerebral
Isquemia cerebral é uma condição em que a corrente sanguínea que irriga o cérebro não é suficiente para responder às exigências metabólicas. Isto leva a que não haja oxigénio suficiente, causando a morte de tecidos do cérebro ou um infarto cerebral / AVC isquémico. Trata-se de um subtipo de acidente vascular cerebral, a par da hemorragia subaracnóide e hemorragia intracerebral.